# 1988 au Vatican
Chronologie du Vatican
- 1984
- 1985
- 1986
- 1987
- 1988
- 1989
- 1990
- 1991
- 1992

Cette page concerne les évènements survenus en 1988 au Vatican  :

## Évènement
- 29 janvier : Le général Daniel Ortega est reçu par le pape Jean-Paul II au Vatican.
- 2 avril : Le secrétaire d'État américain George P. Shultz informe le pape Jean-Paul II de ses propositions de paix au Moyen-Orient, lors d'une audience privée au Vatican.
- 17 avril : Le projet de recherche sur le suaire de Turin effectue une datation au radiocarbone sur des fibres du linceul et découvre que le lin date de 1260 à 1390 de notre ère. Ian Wilson (en) écrit en 1978 le livre The Shroud of Turin et en 1998 The Blood and the Shroud : New Evidence That the Most Sacred Relic Is Real.
- 23 juin : Le pape Jean-Paul II entame sa deuxième visite papale en Autriche, où il rencontre le président Kurt Waldheim, malgré la controverse suscitée par l'implication présumée de ce dernier dans les crimes de guerre nazis.
- 29 juin : Création de la commission pontificale pour le patrimoine culturel de l'Église.
- 30 juin : L'archevêque catholique Marcel Lefebvre consacre quatre évêques en défiant l'autorité papale.
- 1er juillet : Le Vatican annonce l'excommunication des cinq religieux.
- juillet : Création de la commission pontificale Ecclesia Dei, par le motu proprio Ecclesia Dei.
- 8 octobre : Le pape Jean-Paul II se rend à Strasbourg en France, où il s'adresse au Conseil de l'Europe et à la Cour européenne des droits de l'homme.
- 23 décembre : Le pape Jean-Paul II rencontre Yasser Arafat au Vatican. Le pontife déclare au chef de l'OLP qu'il pense que les Palestiniens et les Juifs ont « un droit fondamental identique » à leur propre pays.